# Yellapur
Yellapur è una suddivisione dell'India, classificata come town panchayat, di 17.938 abitanti, situata nel distretto del Kannada Settentrionale, nello stato federato del Karnataka. In base al numero di abitanti la città rientra nella classe IV (da 10.000 a 19.999 persone).

## Geografia fisica
La città è situata a 14° 58' 0 N e 74° 43' 0 E e ha un'altitudine di 540 m s.l.m..

## Società

### Evoluzione demografica
Al censimento del 2001 la popolazione di Yellapur assommava a 17.938 persone, delle quali 9.062 maschi e 8.876 femmine. I bambini di età inferiore o uguale ai sei anni assommavano a 2.216, dei quali 1.111 maschi e 1.105 femmine. Infine, coloro che erano in grado di saper almeno leggere e scrivere erano 13.172, dei quali 7.135 maschi e 6.037 femmine.